# Zapadni kolodvor (Zagreb)
Zapadni kolodvor (službeno: Zagreb Zapadni kolodvor) željeznički je kolodvor u Zagrebu, na granici četvrti Črnomerec i Trešnjevka – sjever. Kompleks Zapadnog kolodvora izgrađen je u sklopu izgradnje pruge na relaciji između Zidanog Mosta, Zagreba i Siska i riječne luke Galdovo. Pruga je za promet bila otvorena 1. listopada 1862. godine. U razdoblju između 1862. i 1892. bio je središnji zagrebački kolodvor, do izgradnje današnjeg Glavnog kolodvora. 
Projekt je rađen u uredu Carskog i Kraljevskog povlaštenog južno državnog lombardsko-mletačko i centralno talijanskog društva željeznica prema tipskom predlošku arhitekta Wilhelma Gustava Flatticha i jedan je od rijetko izvorno očuvanih. Radove je izvelo poduzeće G. Pongratz.
Gradnju kolodvora, kao i čitave pruge preuzelo je temeljem koncesijskog ugovora Carsko i kraljevsko društvo Južnih željeznica (Društvo južnih željeznica), prema kojem je kolodvor dobio prvotni naziv - Južni kolodvor (Agram Südbahnhof). U vrijeme izgradnje kolodvora probijena je i kolodvorska cesta (danas Ulica Republike Austrije), a bio je organiziran i prijevoz konjskim omnibusom od hotela u Ilici do kolodvora.
Dana 1. siječnja 1924. godine zbog vlasničke promjene nad željezničkim prugama i njihovim podržavljivanju, kolodvor je dobio novo ime – Zagreb Sava. To ime zadržao je do 1943. kada dobiva današnji naziv.

## Zgrada
Izgradnja same zgrade simboličnog je i povijesnog značenja kao točka ulaska željeznice u Zagreb koja je omogućila njegov razvoj iz malog perifernog grada u gospodarsko, industrijsko, tranzitno, prometno i kulturno središte.
Prijamna kolodvorska zgrada do danas je gotovo u cijelosti zadržala svoju izvornu vizuru, slijedom čega je 1986. zaštićena kao kulturno dobro.
Zgrada je obnovljena krajem rujna 2007.

## Pruge
- Željeznička pruga (Dobova) – državna granica – Savski Marof – Zagreb Glavni kolodvor, dio Koridor RH1 (X. paneuropski koridor)